# 몰타의 역사
이 문서는 몰타의 역사를 기술한다.
몰타는 기원전 5900년부터 사람이 살기 시작했다. 최초 주민은 농부였다. 그들의 농업 방식으로 인해 토양이 황폐해져서 섬이 사람이 살 수 없게 되었다. 이 섬은 기원전 3850년경에 전성기에 거석 사원을 지은 문명에 의해 다시 사람이 살게 되었는데, 이 사원은 오늘날 세계에서 가장 오래된 건물 중 하나다. 그들의 문명은 기원전 2350년경에 붕괴되었고, 그 직후 청동기 시대 전사들이 섬을 다시 사람이 살게 했다.
몰타의 선사 시대는 페니키아인이 섬을 식민지화한 기원전 700년경에 끝난다. 페니키아인은 기원전 218년에 로마 공화국에 함락될 때까지 섬을 통치했다. 이 섬은 기원후 6세기에 동로마인 또는 비잔틴 제국에 인수되었지만, 이들은 기원후 870년에 포위 공격을 한 후 아글라비드에게 추방되었다. 몰타는 11세기에 아랍인이 다시 인구를 채우기 전까지 수 세기 동안 인구가 희박했을 수 있다. 이 섬은 1091년에 시칠리아의 노르만 백국에 침략당했고, 섬은 점차 기독교화되었다. 이 시점에서 이 섬은 시칠리아 왕국의 일부가 되었고 슈바벤인, 아라곤인, 스페인인을 포함한 연이은 봉건 통치자의 지배를 받았다. 이 섬들은 1530년에 성 요한 기사단에 주어졌고, 기사단은 이 섬들을 시칠리아의 속국으로 통치했다. 1565년에 오스만 제국은 몰타 대공위전에서 이 섬들을 점령하려 했지만, 침략은 격퇴되었다. 기사단은 2세기 이상 몰타를 통치했다. 프랑스 제1공화국이 1798년에 이 섬들을 침공하면서 기사단은 추방되었고, 이로써 프랑스의 몰타 점령이 시작되었다.
몇 달간 프랑스가 통치한 후, 몰타인들이 반란을 일으켰고 프랑스인들은 1800년에 추방당했다. 몰타는 영국의 보호령이 되었고 1813년에 사실상의 식민지가 되었다. 이 섬들은 영국의 중요한 해군 기지가 되었고 지중해 함대의 사령부 역할을 했다. 19세기 마지막 4분의 1 동안 기술과 금융이 발전했다. 그 후 몇 년 동안, 1882년에 영국-이집트 은행이 설립되었고 1883년에 몰타 철도가 운행을 시작했다. 1921년에 런던은 몰타에 자치권을 부여했다. 이로 인해 상원(나중에 1949년에 폐지됨)과 선출된 입법부로 구성된 양원 의회가 설립되었다. 몰타 왕립 식민지는 1921년~1933년, 1947년~1958년, 1962년~1964년에 자치권을 가졌다.
제2차 세계 대전 중 몰타의 영국군은 이탈리아와 독일 공군의 맹공을 받았지만 영국은 굳건히 버텼다. 1942년 이 섬은 조지 십자 훈장을 받았고, 오늘날 몰타의 국기와 문장에 새겨져 있다.
1964년 몰타는 독립 연방 왕국이 되었고, 1974년 연방에 남아 있는 동안 공화국이 되었다. 2004년 이후 이 나라는 유럽 연합의 회원국이 되었다.